# Gerhard Zweynert
Gerhard Zweynert (* 13. August 1905 in Reinsberg; † 11. Dezember 1985) war ein evangelisch-lutherischer Theologe und Autor.

## Leben
Er war der Sohn des Pfarrers Max Emil Zweynert (1871‒1937) aus Reinsberg. 1905 wurde sein Vater als Diakon nach Dresden versetzt, so dass Gerhard fortan in der sächsischen Landeshauptstadt aufwuchs und dort die Schule besuchte. 1916 zog die Familie nach Pirna um, wo sein Vater Superintendent wurde. Ab 1918 besuchte er die Landesschule St. Afra in Meißen und studierte ab 1928 am Predigercolleg in Leipzig. Nachdem er 1929 in Lauter im Erzgebirge erste praktische Erfahrungen als Vikar sammelte, erfolgte am 13. Juli 1930 seine Ordination als evangelisch-lutherischer Pfarrer. 1930 übernahm er das Pfarramt in Papstdorf in der Sächsischen Schweiz. Spätestens 1956 gab Zweynert dieses Amt auf. Er übernahm das Rektorat des Pastoralkollegs der Ev.-Luth. Landeskirche Sachsen. In dieser Eigenschaft verfasste er u. a. im Auftrag der Arbeitsgemeinschaft Missionarischer Dienst mehrere Schriften, darunter für Bibelwochen. Zuletzt lebte er im Ruhestand in Höckendorf.

## Schriften (Auswahl)
- Der Sinn der Formel sola scriptura. Berlin 1964.
- Gottes Wort für dich. Evangelische Verlags-Anstalt, Berlin 1965.
- Die Übermacht der Gnade. Handreichung zur 30. Bibelwoche im Jahre des Reformationsgedenkens 1967 über ausgewählte Texte aus dem Römerbrief. Christlicher Zeitschriftenverlag, Berlin 1967.
- Die Übermacht der Gnade. Evangelische Haupt-Bibelgesellschaft, Berlin 1967.
- Luthers Stimme zu einer Lehre von der Kirche. In: Deutsches Pfarrerblatt 1967/13.
- Wie Gott Frieden schafft. Über ausgewählte Texte aus dem Epheserbrief. Christlicher Zeitschriftenverlag, Berlin 1970.
- Wie Gott Frieden schafft. Ausgewählte Texte aus dem Epheserbrief zur 33. Bibelwoche 1970/71. Evangelische Haupt-Bibelgesellschaft, Berlin 1970.